# Stade de Richemont
 (avril 2025).
Situé sur les hauteurs du parc La Grange, le stade accueille en plein air les adeptes du jogging et du hockey sur gazon.

## Infrastructure du stade de Richemont
Le stade est équipé pour la pratique de diverses disciplines sportives :
- un terrain de hockey sur gazon synthétique et éclairé ;
- une piste d'athlétisme de 330 mètres, aire de lancer du poids, aire de saut à la perche, saut en hauteur et saut en longueur, éclairés;
- quatre pistes de pétanque aux abords du stade, dont deux sont couvertes et éclairées;
- neuf tables de tennis de table réparties dans deux salles.